# Royal Enfield Continental GT
La Continental GT est une série de modèles de motocycle du constructeur Royal Enfield. La première, la Continental GT 250, a été produite dans les années 1960. Le nom a été repris dans les années 2010 (Continental GT 535 et Continental GT 650).

## Continental GT 535
Un prototype de Continental GT est présenté au public en 2012 au salon India Auto expo de Delhi.
Elle est équipée d'un moteur monocylindre de 535 cm3 délivrant 29 ch. Il est enchassé dans un cadre double berceau tubulaire conçu par la société Harris Performance. La fourche télescopique et les deux combinés amortisseurs sont de marque Païoli. Le freinage est assuré par Brembo.
Elle était disponible en rouge, jaune, noir ou vert. Elle est retirée du catalogue fin 2017, remplacée par la 650.

## Continental GT 650
La Continental GT 650 remplace la 535 EFI. Elle partage son cadre et son moteur avec l'Interceptor 650. Le bicylindre vertical en ligne cube 648 cm3 et développe 47 ch à 7 250 tr/min ainsi que 5,3 m kg de couple à 5 250 tr/min. Le cadre à double berceau en acier tubulaire a été développé par Harris Performance. La fourche télescopique et les deux combinés amortisseurs sont de marque Gabriel. Le freinage est assuré par des étriers ByBre, la filiale de Brembo en Inde, et un disque de 320 mm de diamètre à l'avant ainsi que de 240 mm à l'arrière. ByBre équipe également les KTM et BMW fabriquées en Inde.
La Continental GT se démarque de l'Interceptor par son style Café Racer et sa position de conduite avec des guidons bracelets relevés, des commandes aux pieds reculées de 9 cm et une selle spécifique double (ou monoplace en option). Par ailleurs, un réservoir plus fin (12,5 L au lieu de 13,7 sur l'Interceptor) et plus anguleux reprenant le style des Continental GT des années 1960 lui est attribué. L'absence de béquille centrale clôt le nombre des différences entre ces deux modèles.
Elle est disponible en bleu (Ventura Blue), blanc/bleu (Ice Queen), noir (Black Magic), noir/gris (Dr Mayhem) ou chrome (Mister Clean). À partir de 2021 et du passage à la norme Euro 5, de nouveaux coloris sont au catalogue.